# Нижня Сагарівка
Ни́жня Сага́рівка — село в Україні, у Конотопському районі Сумської області. Населення становить 192 осіб. До 2017 орган місцевого самоврядування — Суховерхівська сільська рада.

## Географія
Село Нижня Сагарівка розташоване на правому березі річки Терн, вище за течією на відстані 3 км розташоване село Кубракове, нижче за течією на відстані 1 км розташоване село Гострий Шпиль, на протилежному березі — село Черепівка. На відстані 1.5 км розташоване село Суховерхівка.
По селу тече струмок, що пересихає із загатою.
Річка у цьому місці звивиста, утворює лимани, стариці та заболочені озера.

## Історія
Село постраждало внаслідок геноциду українського народу, проведеного урядом СССР 1932—1933 та 1946–1947 роках, встановлено смерті 40 людей.
12 червня 2020 року, відповідно до розпорядження Кабінету Міністрів України № 723-р «Про визначення адміністративних центрів та затвердження територій територіальних громад Сумської області», село увійшло до складу Буринської міської громади.
19 липня 2020 року, в результаті адміністративно-територіальної реформи та ліквідації Буринського району, увійшло до складу новоутвореного Конотопського району.

## Постаті
- Максим Матузка (2000—2022) — старший солдат ДУК ПС, учасник російсько-української війни